# NGC 3387
NGC 3387 est, selon les sources consultées, soit la galaxie NGC 3386 ou un petit groupe de deux ou trois étoiles située dans la constellation du Sextant. L'astronome britannique John Herschel a enregistré la position de NGC 3387 le 15 mars 1830.
À l'emplacement des coordonnées indiquées sur la base de données NASA/IPAC, on voit trois spots lumineux semblables à ceux que produisent des étoiles de la Voie lactée. Mais cette même base de données indique un G pour NGC 3387, soit une galaxie. Les renseignements données sur le site de Wolgang Steinicke correspondent à ceux de la base de données NASA/IPAC.
Selon les bases de données Simbad et HyperLeda NGC 3386 et NGC 3387 sont une même galaxie, soit PGC 32284.